# 朱啓鈐
朱 啓鈐（しゅ けいけん）は、清末民初の政治家。北京政府、交通系の政治家として知られる。字は桂莘、桂辛。号は蠖園。祖籍は貴州省紫江県。徐世昌の義子。

## 事績

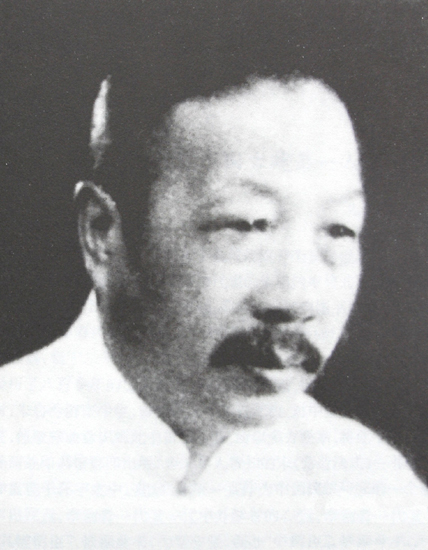
朱啓鈐別影

挙人となり、1903年（光緒29年）3月、京師訳学館監督に就任する。1905年（光緒31年）10月、北京外城巡警総庁庁丞となる。（1907年（光緒33年）に東三省蒙務局督弁に任じられた。まもなく日本へ赴き、北海道で開墾事業を視察している。1909年（宣統元年）、津浦路北段総弁に就任する。
1912年（民国元年）7月、北京政府の陸徴祥内閣、趙秉鈞内閣において交通総長に就任した。また、趙秉鈞内閣崩壊後の翌年7月、一時は国務総理を代理した。政治的には、梁士詒が率いる交通系に属している。9月、熊希齢内閣で内務総長となり、京都市政督弁等も兼任した。1915年（民国4年）、袁世凱の皇帝即位画策を主導し、9月、大典籌備処処長に任じられている。
しかし、袁が翌年6月に死去すると、朱啓鈐は帝制推進の罪を問われて指名手配を受けることとなり、天津に逃げ込んだ。1918年（民国7年）に赦免され、同年8月、安福国会の参議院副議長に選出された。その翌年2月の南北和平交渉で北京政府側の総代表をつとめ、上海で南方政府代表の唐紹儀らと交渉した。しかし失敗に終わり、再び天津へ隠棲した。以後は実業界で活動し、山東中興煤鉱公司総経理、中国営造学社社長などをつとめている。
晩年は上海に寓居し、中華人民共和国建国後も大陸に留まった。中央文史館館員や中国人民政治協商会議全国委員もつとめている。
1966年2月26日、北京で死去。享年95（満93歳）。